# Michelle McCool
Michelle Leigh Calaway (de soltera McCool; nacida el 25 de enero de 1980) es una luchadora profesional estadounidense semirretirada. Es reconocida por su paso en la promoción de lucha libre profesional World Wrestling Entertainment entre 2004 y 2011. Antes de participar en la lucha profesional fue profesora en su ciudad natal.
Entre sus logros destacan ser la primera Campeona de Divas de la WWE , campeonato que consiguió en dos ocasiones, dos reinados como Campeona Femenina de la WWE, siendo la primera mujer en haber ostentado ambos campeonatos femeninos activos de la WWE (en ese entonces), además de ser la luchadora que los unificó en 2010. También participó en la primera lucha de mesas entre mujeres en la WWE con Layla El, Natalya y Beth Phoenix en TLC.

## Vida personal
McCool estuvo casada con su novio de secundaria, Jeremy Louis Alexander. La pareja se divorció en 2006. Posteriormente el 26 de julio de 2010 se casó con Mark Calaway, en Houston, Texas. Su primera hija nació en agosto del 2012. y un hijo adoptado llamado Kolt, de 3 años.
McCool es cristiana, como señal de esto incorpora cruces religiosas en sus vestimentas de luchadora.
Ha tenido diversas lesiones a lo largo de su carrera; En 2007, sufrió una fractura de nariz después de una movida mal ejecutada por Lisa Marie Varon. Además de haber sido hospitalizada en dos ocasiones. Cuando dejó la WWE, mencionó que se había roto uno de los dedos del pie además de haberse desgarrado cápsulas articulares y el ligamento colateral tibial. En 2016, McCool fue diagnosticada con cáncer de piel el cual logró vencer. En abril de 2019, McCool reveló haber sufrido de infertilidad lo que la llevó a tener varios abortos involuntarios.

## Carrera

### World Wrestling Entertainment / WWE

#### 2004-2005
McCool hizo su aparición en la World Wrestling Entertainment (WWE) siendo una competidora en la 2004 WWE Diva Search, de la cual quedó en séptimo lugar. A pesar de no ganar la competencia, la empresa le ofreció un contrato de tres años en noviembre de 2004 para trabajar en la marca SmackDown!. Michelle debutó el 3 de marzo en SmackDown como face junto The Big Show, siendo derrotados por Dawn Marie y René Duprée. Unos meses después, McCool empezó a tomar parte del feudo entre MNM (Johnny Nitro y Joey Mercury) y Heidenreich cuando defendió a este último de los ataques verbales de la mánager de sus rivales, Melina. El 30 de junio en SmackDown!, Melina derrotó a McCool al apoyarse en las cuerdas inferiores.
Después de este ángulo, McCool fue enviada a Deep South Wrestling (DSW) para mejorar en el ring, promos, comentarios y segmentos. Durante su paso por DSW, fue hospitalizada por tener reacciones alérgicas a medicamentos bajo prescripción, quedando inactiva hasta terminar su recuperación. Eventualmente fue enviada a Ohio Valley Wrestling (OVW) donde fue la mánager de Amish Roadkill y K.C. James.

#### 2006

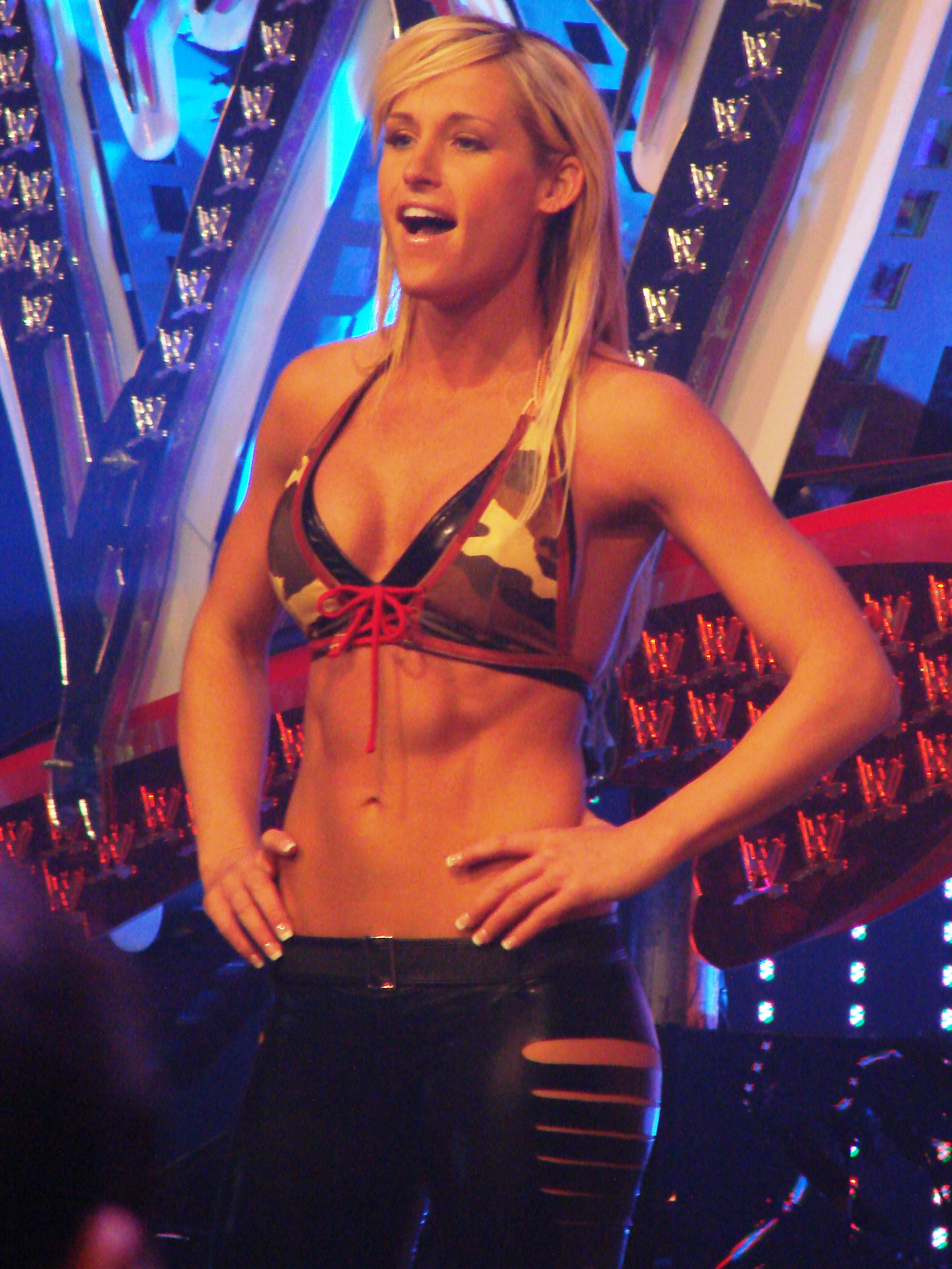
Michelle en 2008.

Volvió a SmackDown! el 2 de junio de 2006, en el rol de una "profesora ardiente" heel, aliandose con Kristal Marshall y empezando una rivalidad con Jillian Hall y Ashley Massaro, saliendo derrotadas la mayoría de las veces. En The Great American Bash en fue derrotada junto a Marshall y Hall por Ashley en una fatal four way bra & panties match. El 28 de julio de 2006 en SmackDown!, ganó su primera lucha individual al derrotar a Jillian Hall. Poco después, empezó a ser la valet del K. C. James e Idol Stevens, quienes empezaron a ser conocidos como "Las mascotas de la profesora". El trío se enemistó con Paul London, Brian Kendrick y su valet, Ashley Massaro, por los Campeonatos en parejas de la WWE. El feudo culminó en No Mercy con su derrota. El 28 de noviembre, McCool fue hospitalizada por  hidronefrosis, un esternón roto y un desequilibrio electrolítico, originalmente Michelle solo habría tenido una lesión en la espalda poco después del tour europeo pero al hacerse el chequeo médico se revelaron sus demás dolencias. El 2 de diciembre fue dada de alta del hospital.

#### 2007
McCool hizo regreso el 30 de marzo del 2007 en SmackDown!, formó equipo con Melina, Kristal, Victoria y Jillian siendo derrotadas por Ashley, Candice, Maria, Mickie James y Torrie Wilson. En Wrestlemania 23 fue una de las leñadoras en la lucha entre Melina y Ashley. El 13 de abril en SmackDown!, cambió a face cuando salvó a Ashley de un ataque de Jillian y a la vez empezando un feudo con esta última. En SummerSlam, participó en la batalla real que determinó a la retadora de Candice Michelle, sin embargo fue eliminada por Beth Phoenix. Las semanas siguientes, hubo una serie de luchas entre Victoria y Michelle, incluyendo una lucha mixta por parejas donde Victoria y Kenny Dykstra derrotaron a McCool y Chuck Palumbo. McCool adoptó su nuevo rol como "La Diva totalmente americana", acompañando a Palumbo a sus luchas contra Jamie Noble. Después de una serie de luchas entre los luchadores, Noble ganó una cita con ella al derrotar a Palumbo. Como parte del ángulo, Chuck golpeó por accidente a Michelle, causándole una contusión. Su alianza se disolvió después de que McCool rechazara sus disculpas.
En Survivor Series derrotó junto a Mickie James, Torrie Wilson, Kelly Kelly y Maria a Beth Phoenix, Melina, Victoria, Jillian Hall y Layla.

#### 2008
A inicios de abril de 2008, Michelle participó y ganó la competencia buscando a la mejor Diva de SmackDown contra Victoria, Maryse, Eve Torres y Cherry. En Backlash hizo equipo con Mickie James, Maria, Ashley, Cherry y Kelly Kelly siendo derrotadas por Beth Phoenix, Melina, Natalya, Layla, Jillian Hall y Victoria.

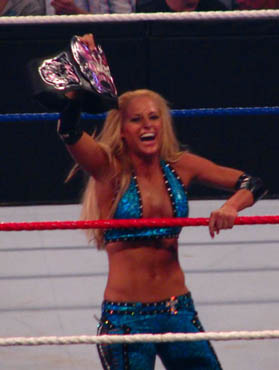
McCool como Campeona de las Divas de la WWE.

El 6 de junio tuvo oportunidad para convertirse en una de las aspirantes para el recién estrenado Campeonato de Divas en una "Golden Dreams Match", sin embargo fue derrotada por Natalya, McCool ganó el segundo puesto el 4 julio en una lucha bajo la misma estipulación. En The Great American Bash, Michelle consiguió la victoria ante Natalya, proclamándose la primera Campeona de Divas en la WWE. En Unforgiven y el 19 de septiembre en SmackDown retuvo con éxito el campeonato ante Maryse, con quien había iniciado una rivalidad. El 3 de octubre en SmackDown, Michelle enfrentó a la campeona femenina Beth Phoenix, en una lucha de "campeona contra campeona", saliendo derrotada. En el evento Survivor Series, el Team SmackDown (Maria, Maryse, Victoria y Natalya) que fue comandado por Michelle, fue derrotado por el Team Raw (Beth Phoenix, Mickie James, Kelly Kelly, Candice Michelle y Jillian Hall), durante la lucha McCool fue eliminada por Mickie debido a una distracción no intencional de Maria.
El ángulo con Maria continuó después de su derrota en Survivor Series, viéndose molesta con ella por hacerla perder por accidente combates, incluida su lucha del 28 de noviembre. El 14 de diciembre en Armageddon Michelle junto a Mickie James, Kelly Kelly y Maria derrotaron a Maryse, Natalya, Victoria y Jillian Hall, estrenando su nuevo finisher, el "Faith Breaker". El 26 de diciembre en SmackDown, perdió el Campeonato de Divas frente a Maryse, con Maria como árbitro especial. Después del combate, McCool atacó a Maria cambiando a heel, por el ataque Maria salió lesionada  (kayfabe) y quedó inactiva.

#### 2009
Semanas siguientes siguió en pie su rivalidad titular con Maryse, a la par tuvo breves feudos con Eve Torres y Victoria, a quienes atacó brutalmente y derrotó en luchas individuales.

Obtuvo su revancha por el campeonato el 27 de marzo de 2009, sin embargo quedó en doble descalificación después de que tanto McCool como Maryse fueran atacadas por Gail Kim, quien había regresado a la compañía. Participó en la 25 Diva Battle Royal de WrestleMania 25, pero no logró ganar. Después de ello, inició un breve feudo con Gail y se alió con la nueva diva, Alicia Fox. El 13 de abril a consecuencia del Draft, Melina quien era la Campeona femenina fue transferida a SmackDown y Maryse quien era la Campeona de Divas a Raw, McCool con Fox como su mánager inició un feudo titular con la en ese entonces Campeona femenina. El 28 de junio en The Bash, venció a Melina, ganando el Campeonato Femenino de la WWE y  convirtiéndose así en la primera mujer en conseguir ambos campeonatos activos de la empresa, durante la lucha Alicia quien ejercía de su mánager salió lesionada legitimamente, por lo que su alianza se disolvió. El feudo continuó hasta Night of Champions y el 2 de octubre en el "10 aniversario de SmackDown" donde retuvo con éxito, el feudo culminó después de que Melina fuera transferida a Raw. En Bragging Rights, las SmackDown Divas (McCool, Beth Phoenix y Natalya) derrotaron a las Raw Divas (Melina, Gail Kim y Kelly Kelly).
Tras un par de luchas por parejas, se alió con Layla formando LayCool, dupla bajo la que inició uno de los feudos más controversiales en la lucha profesional, este consistió en hacer bullying a Mickie James por tener sobrepeso, apodandola "Piggie James". El feudo estuvo en activo por unos meses, incluida la lucha que dio lugar en Survivor Series, donde el Team James (Mickie James, Melina, Gail Kim, Eve Torres y Kelly Kelly) derrotó al Team McCool (LayCool, Alicia Fox, Beth Phoenix y Jillian Hall), las luchas individuales en TLC: Tables, Ladders & Chairs donde McCool retuvo con éxito el campeonato. 

#### 2010
El 31 de enero en Royal Rumble, Michelle perdió el campeonato ante Mickie, sin embargo el feudo culminó el 26 de febrero en SmackDown, donde gracias a su recién aliada, Vickie Guerrero, quien fue la árbitro especial durante su lucha de revancha le hizo ganar de nuevo el campeonato. En Elimination Chamber, junto a Layla derrotó a Maryse y Gail Kim, quienes iban a luchar por el Campeonato de Divas pero Guerrero lo cambió por una lucha en parejas. El 23 de abril en SmackDown, LayCool derrotó a James y Phoenix en una lucha por equipos, dando inició una nueva rivalidad con esta última tras atacarla brutalmente al final del encuentro, el feudo estuvo activo algunas semanas, incluyendo su lucha en WrestleMania XXVI, donde el Team LayCool (LayCool, Vickie Guerrero, Alicia Fox y Maryse) derrotó al Team Phoenix (Beth, Mickie James, Kelly Kelly, Eve Torres y Gail Kim). Michelle perdió el campeonato en Extreme Rules ante Phoenix en la primera "extreme makeover match". El 11 de mayo en SmackDown, Vickie arregló la revancha de McCool y la transformó en una lucha en desventaja, dos contra una por el Campeonato Femenino de Phoenix, donde Layla saldría como la nueva campeona.

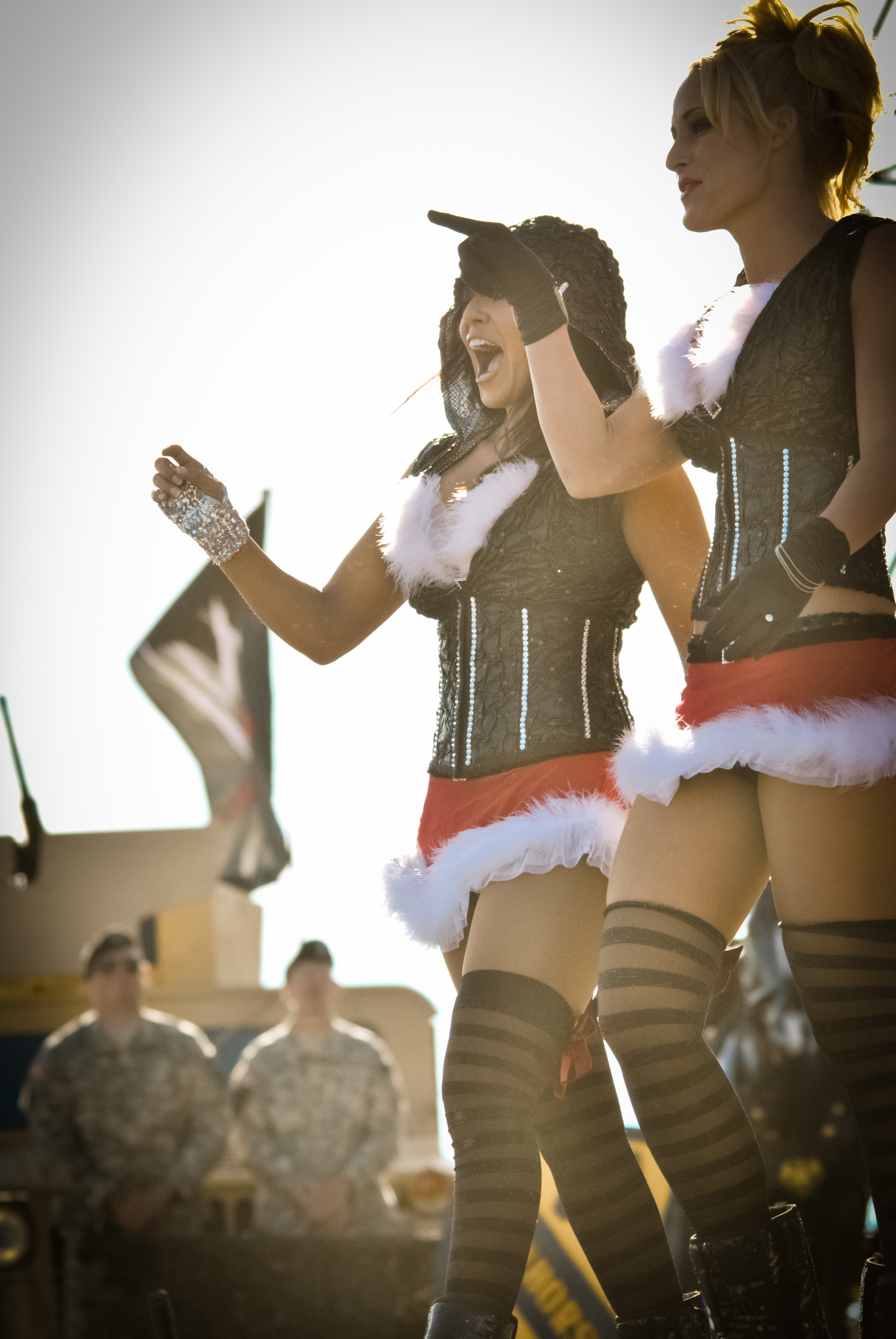
LayCool en el Tribute to the Troops del 2010.

A raíz de esto, ambas se proclamaron "co-campeonas" e iniciaron un breve feudo con Kelly Kelly y Tiffany, derrotándolas en diversas ocasiones. Para la segunda temporada NXT, LayCool fue presentado como las "pros" de Kaval, quien fue su acompañante y cómplice a lo largo de la temporada. el 30 de julio en SmackDown, el entonces gerente general, Theodore Long, les advirtió que no podían ser co-campeonas, por lo que Michelle entregó su campeonato y el que perteneció a Layla lo dividieron por la mitad. En SummerSlam, LayCool atacó a Melina y Alicia Fox después de su lucha titular por el Campeonato de Divas, iniciando una rivalidad el lunes siguiente en Raw contra la nueva campeona, LayCool le propuso a ésta una lucha en Night of Champions para unificar los dos campeonatos femeninos, bajo la condición de que fuera una lucha de leñadoras, misma en la que Michelle salió victoriosa y la dupla se convirtió en campeonas unificadas, lo que permitió que tanto Layla como Michelle fueran campeonas a la vez.
Durante su reinado, LayCool empezó un feudo con Natalya, la dupla retuvo con éxito tanto Hell in a Cell como en Bragging Rights 2010, hasta Survivor Series donde perdieron el campeonato, al final del encuentro el dúo atacó a Natalya solo para que en cuestión de segundos fuera auxiliada por Beth Phoenix, quien estaba haciendo su regreso. Natalya y Phoenix comenzaron un ángulo con LayCool después de éstos acontecimientos, por lo que por algunas semanas se enfrentaron por parejas o de forma individual. Hasta el 13 de diciembre en los Slammy Awards, donde Michelle ganó una batalla real que la  coronó como "Diva del año", además de un segundo premio al "Momento cabeza hueca del año" junto a Layla y Mae Young, poco después el mánager general misterioso pacto la primera lucha de mesas entre mujeres en la WWE para TLC: Tables, Ladders and Chairs, donde LayCool fue derrotado por Natalya y Phoenix.

#### 2011
Desde inicios de año, LayCool empezó a tener fricciones entre sí después de su lucha titular en Royal Rumble ante Natalya y Eve Torres, esta última siendo quien cubrió a Layla para la victoria. Sin embargo después de ir con un terapeuta los problemas se habían "resuelto", en Elimination Chamber la dupla atacó a Kelly Kelly en defensa de Vickie Guerrero, para que poco después Trish Stratus saliera a su defensa empezando un feudo. A lo largo de algunas semanas el feudo tomó forma, una noche en Raw después de que LayCool atacara a Stratus, fueron atacadas por la host de esa noche, Snooki, por lo que se añadió a la rivalidad. El feudo culminó en WrestleMania 27, donde LayCool y Dolph Ziggler fueron derrotados por Stratus, Snooki y John Morrison, durante la lucha Michelle tuvo pequeñas discusiones con Layla. A lo largo de abril, Michelle atacó a Layla numerosas ocasiones por perder combates sin que ésta respondiera las agresiones, hasta que el dúo finalmente se separó en el Draft, donde Layla respondió y atacó su ex-mejor amiga. El 29 de abril en SmackDown, se pactó su lucha para Extreme Rules en el cual, la perdedora abandonaría la WWE. En el evento, McCool fue derrotada y antes de dejar el ring, la debutante Kharma la atacó, siendo su primera víctima.

#### 2018
El 22 de enero de 2018, McCool apareció en el 25 aniversario de Raw siendo homenajeada junto a otras exsuperestrellas de la empresa. El 28 de enero en el Royal Rumble, regreso al ring después de 7 años para la primera batalla de este tipo entre mujeres, entrando bajo el #14 y logrando eliminar a Liv Morgan, Sonya Deville, Vickie Guerrero, Lana y Molly Holly, sin embargo terminó siendo eliminada por Natalya. El 28 de octubre en el primer PPV femenino WWE Evolution, participó en una batalla real, pero no logró ganar al ser eliminada por Ember Moon.

#### 2022-2023
El 29 de enero de 2022 en el evento Royal Rumble, McCool participó en el Women's Royal Rumble Match entrando como #10, logró eliminar a Dana Brooke, pero fue eliminada por Mickie James.
El 28 de enero de 2023 volvió a participar el Womens Royal Rumble Match, entró como número #25 mientras veía el combate desde el público con sus hijas, logró eliminar a Tamina y Nia Jax, pero fue eliminada por Rhea Ripley.

## Otros medios
McCool ha aparecido en episodios de Family Feud junto con Batista, Candice Michelle, John Cena, Mr. Kennedy, King Booker, Layla El, Maria, MVP y Queen Sharmell.
También apareció en un episodio de The Best !@#$%^&* Sports Show Period junto a John Cena. Apareció en un especial "WWE" en el programa Are You Smarter than a 5th Grader?. En 2012, apareció en Extreme Makeover: Weight Loss Edition along junto a Kelly Kelly y Eve Torres.
Ha participado en diversos juegos de WWE en los que se encuentran :
| Año  | Juego                      | Notas                        | Marca      |
| ---- | -------------------------- | ---------------------------- | ---------- |
| 2005 | WWE SmackDown! vs Raw 2006 | Debut                        | SmackDown! |
| 2007 | WWE SmackDown vs Raw 2008  |                              | SmackDown  |
| 2008 | WWE SmackDown vs Raw 2009  |                              | SmackDown  |
| 2009 | WWE SmackDown vs Raw 2010  |                              | SmackDown  |
| 2010 | WWE SmackDown vs Raw 2011  |                              | SmackDown  |
| 2011 | WWE '12                    | Como personaje desbloqueable |            |
| 2024 | WWE 2K24                   | Como personaje descargable   |            |

## Campeonatos y logros
- World Wrestling Entertainment/WWE
  - Hall of Fame (clase 2025)
  - WWE Women's Championship (2 veces)

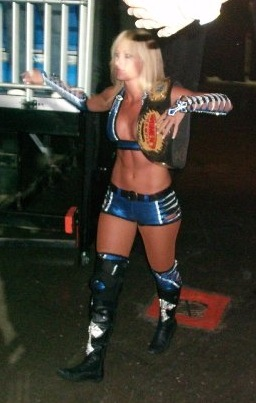
Michelle McCool como Campeona Femenina de la WWE.

  - WWE Divas Championship (2 veces, Inaugural)
  - Slammy Awards (2 veces)
    - Diva of the Year (2010)[73]
    - Knucklehead Moment of the Year (2010)[73] Losing to Mae Young at Old School Raw – with Layla

- Pro Wrestling Illustrated
  - PWI Mujer del año - 2010
  - Situada en el Nº9 en el PWI Female 50 en 2008.[74]
  - Situada en el Nº8 en el PWI Female 50 en 2009.[75]
  - Situada en el Nº1 en el PWI Female 50 en 2010.[75]

- Wrestling Observer Newsletter
  - La táctica promocional más repugnante (2009) - con la storyline de "Piggie James" (junto a Layla y Mickie James), por ser humillante e ir contra de la campaña anti-bullying de WWE.